# Serra dos Sucurus
A serra dos Sucurus é um conjunto montanhoso inserido dentro dos contrafortes do planalto da Borborema, no estado brasileiro da Paraíba. Localiza-se no município de Sumé, Microrregião do Cariri Ocidental, e no seu sopé nascem alguns rios e riachos afluentes da bacia do rio Paraíba, sendo o principal deles o Sucuru.
A região foi habitada por índios da etnia Taraiú, que se autodenominavam Sucuru.